# Малкар
Малкар (каз. Малқар) — озеро в Тимирязевском районе Северо-Казахстанской области Казахстана. Находится у села Москворецкое в 46 км к юго-западу от села Дмитриевка.
По данным топографической съёмки 1940-х годов, площадь поверхности озера составляет 1,26 км². Наибольшая длина озера — 2,2 км, наибольшая ширина — 0,9 км. Длина береговой линии составляет 6 км, развитие береговой линии — 1,49. Озеро расположено на высоте 169,8 м над уровнем моря.
По данным обследования 1957 года, площадь поверхности озера составляет 1,7 км². Максимальная глубина — 1,5 м, объём водной массы — 1,2 млн м³, общая площадь водосбора — 10,6 км².